# Марија Хосе Рибера
Марија Хосе Пинто Рибера (шп. María José Pinto Ribera; Санта Круз де ла Сијера, 28. октобар 1996) — боливијска пливачица, учесница олимпијских игара и вишеструка национална рекордерка и првакиња. Њена ужа специјалности су спринтерске трке слободним и делфин стилом.
На церемонији отварања Летњих олимпијских игара у Паризу 2024. носила је заставу Боливије, заједно са атлетичарем Ектором Гарибајем. 

## Спортска каријера
Рибера је међународну пливачку каријеру започела још као јуниорка наступом на Светском јуниорском првенству у Перуу 2011. године. Пар месеци раније освојила је прву медаљу у каријери, сребро на 50 метара слободним стилом на Јуниорском првенству Јужне Америке. Већ наредне године дебитовала је и на сениорским такмичењима наступајући на Светском првенству умалим базенима у Истанбулу. Такмичила се и на светским првеснтвима у малим базенима у Дохи 2014, Виндзору 2016, Хангџоу 2018. и Абу Дабију 2021. године. 
Била је део боливијског тима на Олимпијским играма младих одржаним 2014. у кинеском Нанкингу. 
На светским првенствима у великим базенима је дебитовала у Барселони 2013, а учествовала је и на првенствима у Казању 2015. (60. место на 100 делфин), Будимпешти 2017. (42. место на 50 делфин и 53. на 50 леђно) и Фукуоки 2023. (41. место на 50 делфин и 48. на 50 слободно). 
Такмичила се и на Панамеричким играма у Сантијагу у Чилеу 2023, где је заузела 23. место у трци на 50 метара слободним стилом. 
Захваљујући специјалној позивници дебитовала је на Олимпијским играма у Паризу 2024. године. У Паризу је пливала у квалификацијама трке на 50 метара слободним стилом. Наступила је у седмој квалификационој групи где је пливала у стази 3, и са временом од 26.07 секунди заузела је четврто место у својој квалификационој групи, односно укупно 28. место у конкуренцији 79 такмичарки. На церемонији отварања Игара у Паризу носила је заставу своје земље заједно са атлетичарем Ектором Гарибајем. 
Током допинг контроле након наступа на Олимпијским играма била је позитивна на забрањену супстанцу фуросемид, а како је и други узорак такође био позитиван, Риберо је добила условну суспензију са свих такмичења, почев од 8. августа 2024. године.